# Tallulah (Vorname)
Der früher eher seltene Mädchenvorname Tallulah ist wahrscheinlich US-amerikanisch-indianischen Ursprungs und wird seit dem Ende des 20. Jahrhunderts häufiger vergeben; einige Namensforscher führen ihn auch auf irische Ursprünge (Tuilelaith) zurück.

## Namensbedeutung
In der Choktaw-Sprache bedeutet der Name so viel wie „fließendes Wasser“ oder „sprudelnde Quelle“. Darüber hinaus besteht eine gewisse Ähnlichkeit zum bereits im Alten Testament erwähnten Namen „Delila“.

## Berühmte Namensträger
- Tallulah Bankhead (1902–1968), US-amerikanische Theater- und Filmschauspielerin
- Talulah Riley (* 1985), britische Theater- und Filmschauspielerin; Ex-Ehefrau von Elon Musk
- Tallulah Haddon (* 1997), britische Theater- und Filmschauspielerin